# Lagune de Digbwé
La lagune de Digbwé (parfois orthographiée « Digboué ») est située à l'Ouest de la commune de San-Pédro, dans le district du Bas-Sassandra, en Côte d'Ivoire. Elle ne doit pas être confondue avec la Lagune Petit Digbwé, située à quelques kilomètres à l'Ouest.

## Géographie
La lagune est séparée du golfe de Guinée par une mince bande de plage d'environ 100m de large.

### Géologie et régime hydrique
Le climat du sud de la Côte d'Ivoire est subtropical et océanique; très humide, il connaît quatre saisons:
- d'avril à la mi-juillet : grande saison des pluies;
- de la mi-juillet à septembre: petite saison sèche;
- de septembre à novembre: petite saison des pluies;
- de décembre à mars: grande saison sèche.

Les températures varient de 20 à 33°,.
| Mois                                | jan. | fév. | mars | avril | mai | juin | jui. | août | sep. | oct. | nov. | déc. |
| ----------------------------------- | ---- | ---- | ---- | ----- | --- | ---- | ---- | ---- | ---- | ---- | ---- | ---- |
| Température minimale moyenne (°C)   | 23   | 23   | 24   | 24    | 24  | 23   | 22   | 22   | 23   | 23   | 23   | 23   |
| Température moyenne (°C)            | 27   | 27   | 27   | 27    | 27  | 26   | 25   | 24   | 25   | 26   | 26   | 27   |
| Température maximale moyenne (°C)   | 31   | 31   | 31   | 31    | 30  | 28   | 28   | 27   | 27   | 29   | 30   | 30   |
| Nombre de jours avec précipitations | 0    | 0    | 0    | 2     | 2   | 7    | 6    | 7    | 4    | 4    | 4    | 0    |

## Présence humaine
L'Est et le Nord de la lagune sont densément peuplés, avec l'aéroport de San-Pédro, plusieurs hôpitaux et écoles, deux petits bidonvilles et des quartiers résidentiels.